# 소가노 오아네노키미
소가노 오아네노키미(일본어: 蘇我 小姉君 そがの おあねのきみ[*], 생몰년 미상)는 고훈 시대의 호족이다. 소가노 이나메의 딸로, 형제자매로는 소가노 키타시히메, 소가노 우마코가 있다.
또한, 『고사기(古事記)』에서는 「岐多志毘賣の命の姨、小兄比賣（堅塩媛の姨（姨の字は母方のおばを指すが、この場合は父母どちらのおばかは不明）のおあねひめ、あるいはおえひめ）」라고 쓰여있다.
긴메이 천황의 비가 되어, 우마라키노미코(茨城皇子), 카즈라키노미코(葛城皇子), 아나호베노하시히토노히메미코(穴穂部間人皇女), 아나호베노미코(穴穂部皇子), 하츠세베노미코 (스슌 천황)을 낳았다.

## 계보
- 아버지 : 소가노 이나메
- 어머니 : 미상
  - 오빠 : 소가노 우마코
  - 언니 : 소가노 키타시히메
- 남편 : 긴메이 천황
- 자녀
  - 아들 : 우마라키노미코(茨城皇子)
  - 아들 : 카즈라키노미코(葛城皇子)
  - 딸 : 아나호베노하시히토노히메미코(穴穂部間人皇女)
  - 아들 : 아나호베노미코(穴穂部皇子)
  - 아들 : 하츠세베노미코 (스슌 천황)
- 손자녀
  - 손자 : 쇼토쿠 태자 (우마야토노미코)
  - 손자 : 쿠메노미코 (来目皇子)
  - 손자 : 에쿠리노미코 (殖栗皇子)
  - 손자 : 만다노미코 (茨田皇子)
  - 손자 : 마로코노미코 (麻呂子皇子)
  - 손녀 : 스카테히메노히메미코 (酸香手姫皇女)
  - 손자 : 하치노코노미코 (蜂子皇子)
  - 손녀 : 니시키테노히메미코 (錦代皇女)
  - 손녀 : 사토미노히메미코 (佐富女王)